# Nordkorea ved vinter-OL 1964
Nordkorea under vinter-OL 1964.

## Medaljer
| 1964 Innsbruck | Guld | Sølv | Bronze | Total |
| Nordkorea      | 0    | 1    | 0      | 1     |

## Medaljevinderne
| Nordkorea under sommer-OL 1964 i Innsbruck | Nordkorea under sommer-OL 1964 i Innsbruck | Nordkorea under sommer-OL 1964 i Innsbruck | Nordkorea under sommer-OL 1964 i Innsbruck |          |
| Medaljer                                   | Udøver                                     | Sport                                      | Øvelse                                     | Resultat |
| ------------------------------------------ | ------------------------------------------ | ------------------------------------------ | ------------------------------------------ | -------- |
| Sølv                                       | Han Pil-hwa                                | Skøjter                                    | 3 000 meter, damer                         | 5.18,5   |